# Italia en los Juegos Paralímpicos de Innsbruck 1988
Italia estuvo representada en los Juegos Paralímpicos de Innsbruck 1988 por un total de 24 deportistas, 22 hombres y dos mujeres.

## Medallistas
El equipo paralímpico italiano obtuvo las siguientes medallas:
| Nombre                                                       | Deporte        | Evento                             |
| ------------------------------------------------------------ | -------------- | ---------------------------------- |
| Oro                                                          |                |                                    |
| Bruno Oberhammer                                             | Esquí alpino   | Descenso B3 masculino              |
| Bruno Oberhammer                                             | Esquí alpino   | Eslalon gigante B3 masculino       |
| Paolo Lorenzini                                              | Esquí de fondo | 30 km distancia larga B3 masculino |
| Plata                                                        |                |                                    |
| —                                                            |                |                                    |
| Bronce                                                       |                |                                    |
| Carmela Cantisani                                            | Esquí alpino   | Descenso B1 femenino               |
| Antonio Marziali                                             | Esquí alpino   | Descenso B2 masculino              |
| Josef Erlacher                                               | Esquí alpino   | Descenso B3 masculino              |
| Manfred Perfler                                              | Esquí alpino   | Eslalon gigante B3 masculino       |
| Paolo Lorenzini                                              | Esquí de fondo | 15 km distancia corta B3 masculino |
| Paolo Lorenzini Riccardo Tomasini Hubert Tscholl Erich Walch | Esquí de fondo | 4 × 10 km B1-3 masculino           |